# Bibliothèque Saint-Henri
La bibliothèque Saint-Henri, nommée ainsi depuis 2008 (anciennement bibliothèque Notre-Dame), est une des quatre bibliothèques publiques de la Ville de Montréal situées dans l'arrondissement Sud-Ouest.

## Description
La bibliothèque Saint-Henri ouvre ses portes au public en 2008 au cœur du quartier montréalais éponyme.
On y trouve une Fabricathèque, c'est-à-dire un espace ouvert au public pour la création numérique, robotique et artisanale. On peut y utiliser des imprimantes 3D. Il s'agit d'un fab lab, c'est-à-dire un tiers-lieu pour la création et la fabrication autonome.

### Services

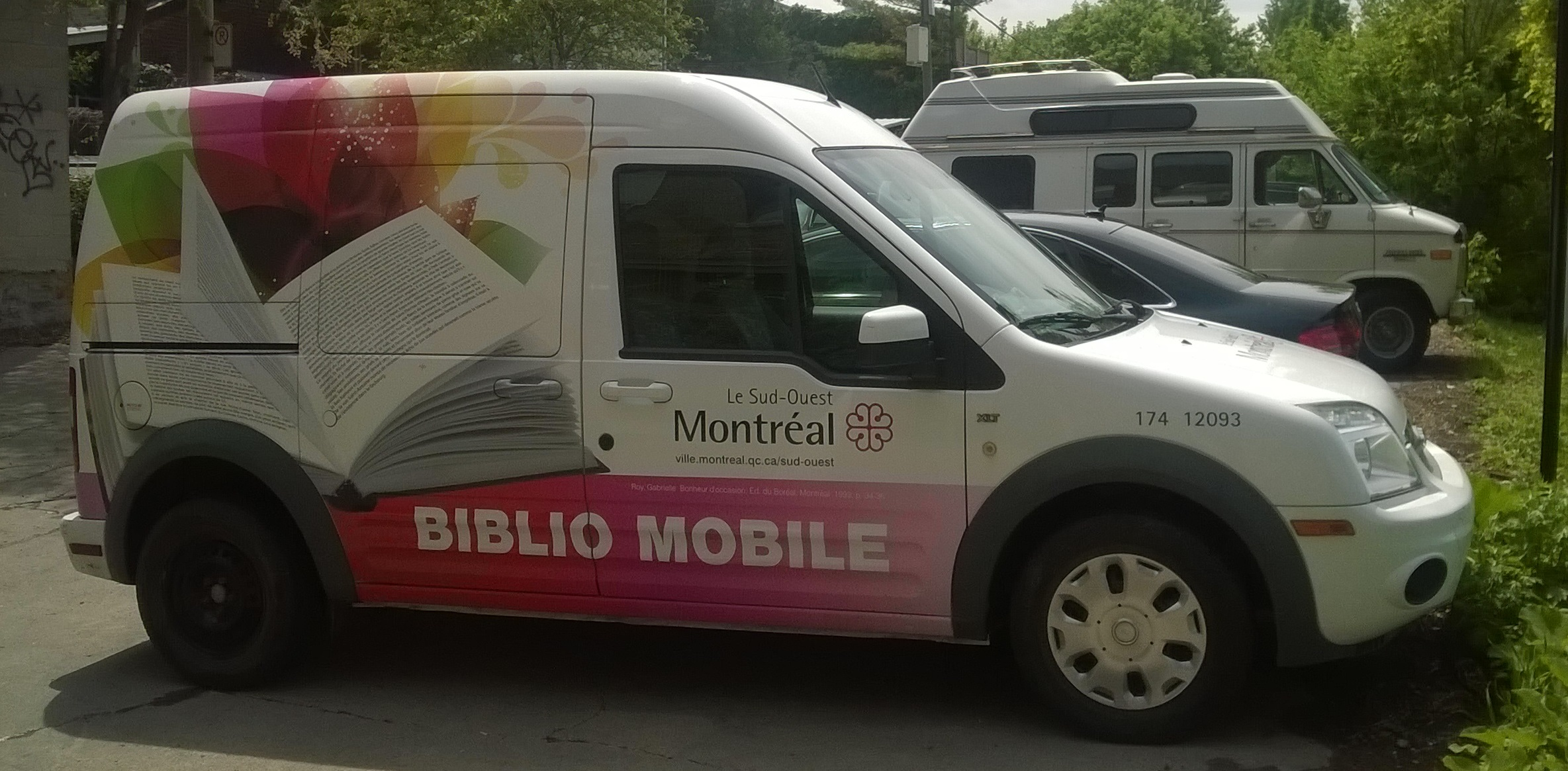
Camionnette de Biblio mobile de l'arrondissement Sud-Ouest.

Parmi les nombreux services offerts par les bibliothèques de l'arrondissement Sud-Ouest figure celui de la Biblio mobile. Il s'agit d'un service de bibliothèque offert « aux lecteurs et lectrices des résidences pour aînés, des Centres de la petite enfance (CPE), les pataugeoires en juillet et août, les fêtes de quartier et le marché Atwater » qui permet aux usagers « d'emprunter des romans, biographies, albums de musique, films ou revues. »

## Historique

### Bibliothèque Notre-Dame

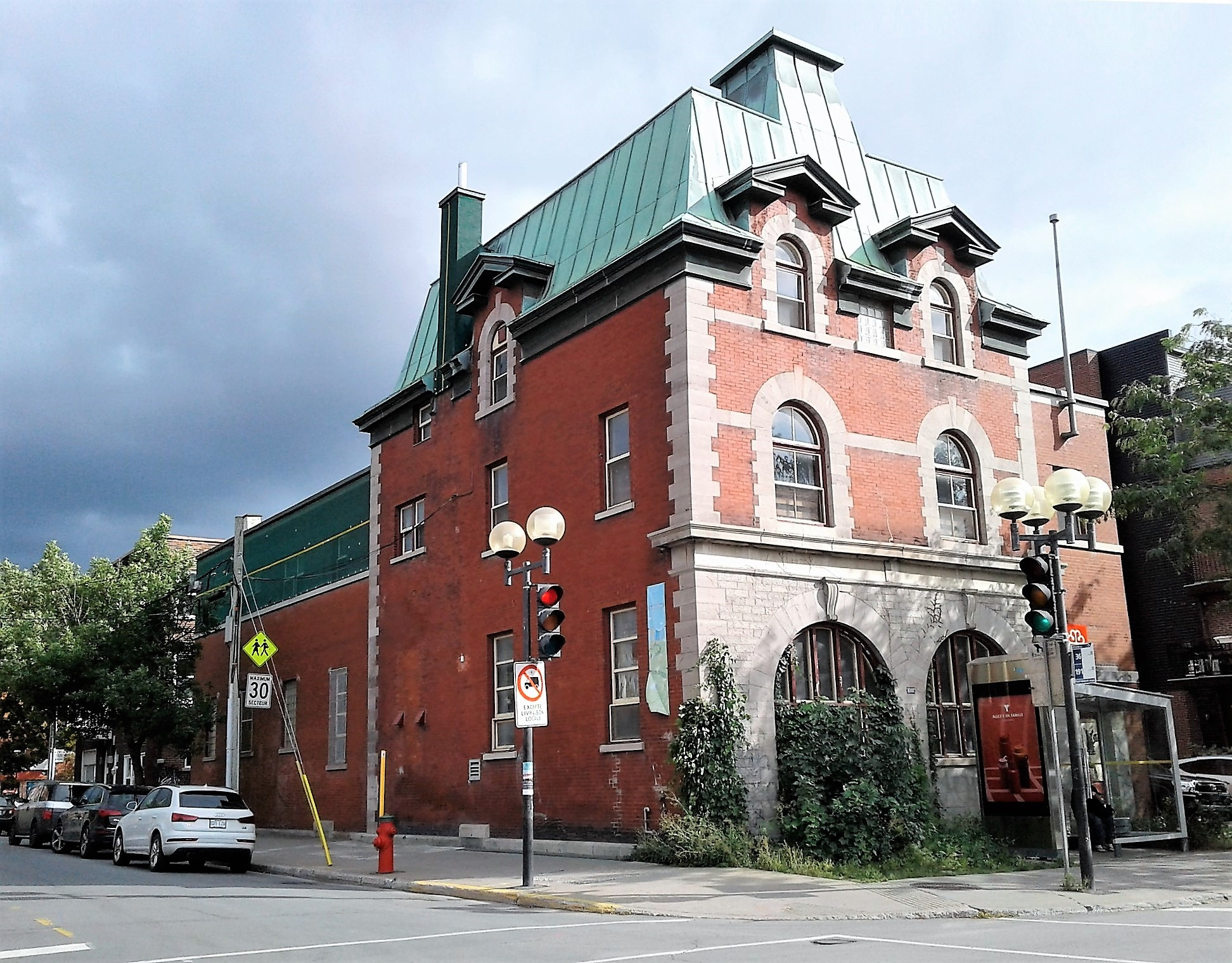
4700 Notre-Dame Ouest

La bibliothèque Notre-Dame (future bibliothèque Saint-Henri) est inaugurée en tant que bibliothèque pour enfants le soir du 22 novembre 1965 par le président du Comité exécutif de la Ville de Montréal Lucien Saulnier, dans l'ancienne Caserne de pompiers no. 24 située au 4700, rue Notre-Dame Ouest. Dès son inauguration, il est prévu que la bibliothèque développe sa collection pour comprendre « un dépôt de livres de consultations tout aussi complet que celui de la bibliothèque centrale. » L'ajout de la section adultes y est effectué quatre ans plus tard, en 1969.
En 2007, Benoit Labonté, membre du comité exécutif et responsable de la culture, du patrimoine, du centre-ville et du design, annonce que la somme de 600 000 $ sera allouée à la bibliothèque pour un réaménagement des locaux et pour l'achat d'équipement Un budget identique est alloué en 2008 à l'arrondissement du Sud-Ouest pour le déménagement de la bibliothèque dans de nouveaux locaux.

### Bibliothèque Saint-Henri
La bibliothèque Notre-Dame devient la bibliothèque Saint-Henri en 2008 à l'occasion de son déménagement à son adresse actuelle dans le cadre de l'Entente sur le développement culturel de Montréal. La bibliothèque échange ses « rayonnages entièrement faits en bois » pour de « nouveaux locaux plus spacieux et plus agréables » aménagés dans un bâtiment appartenant à la Fondation Lucie et André Chagnon.